# John Wood der Jüngere
John Wood der Jüngere (* 25. Februar 1728 in Bath; † 18. Juni 1782 in Batheaston) war ein englischer Baumeister.
Der Sohn von John Wood dem Älteren baute vor allem Kirchen und Landsitze. Zudem vollendete er die Projekte, die sein Vater in Bath begonnen hatte.
Mit dem dortigen Circus entwickelte er die Bauform des Crescents, die unter anderem auch in London verwendet wurde.